# Габелия, Гульнара Фаустовна
Гульнара Фаустовна Габелия (род. 30 мая 1985, Цхакая) — нападающая сборной Грузии по футболу и ЖФК «БИИК-Казыгурт».

## Карьера
Родилась в небольшом селе в Западной Грузии. Выступала в составе батумского «Динамо» и тбилисского «Динамо». Позже перебралась в «Трабзонспор». С 2009 года играет в нападении в составе шымкентского «БИИК-Казыгурта».
С 2009 года привлекается в сборную Грузии.
В 2014 получила казахстанское гражданство.